# Hering

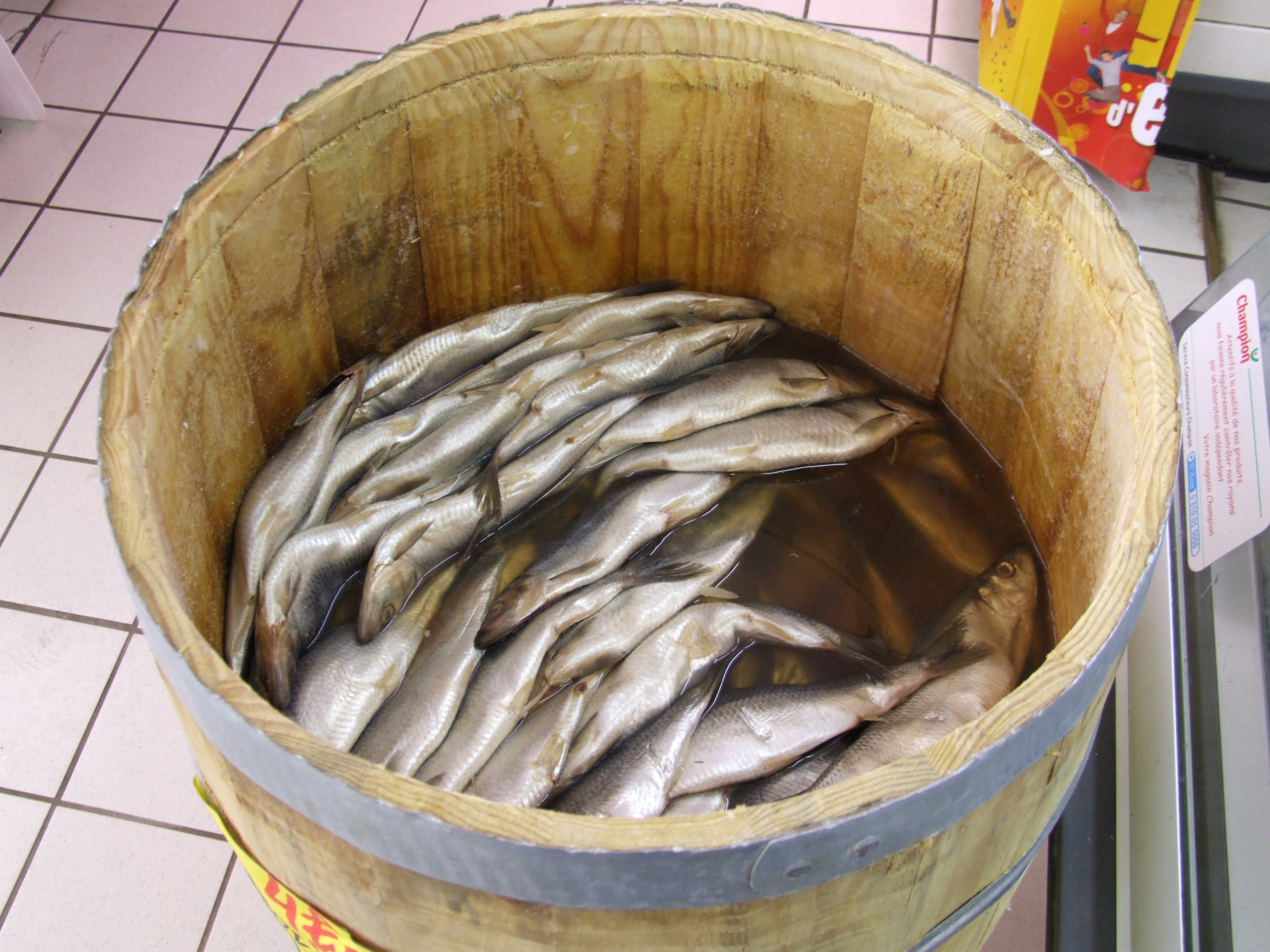
Clupea harengus

A hering (Clupea harengus) a sugarasúszójú halak (Actinopterygii) osztályának heringalakúak (Clupeiformes) rendjébe, ezen belül a heringfélék (Clupeidae) családjába tartozó faj.

## Előfordulása
Főleg az Atlanti- és a Csendes-óceán északi, hidegebb részén honos. De megtalálható a La Manche csatorna környékén és a Balti-tengerben is. 250 méterig terjedő mélységben fordul elő.

## Megjelenése
A hering testhossza mindössze 30 centiméter, de néha a 45 centimétert is eléri. Teste megnyúlt, ovális keresztmetszetű, hasi oldala ormos (de éles pikkely nélkül). Kerek pikkelyei nagyok, vékonyak, könnyen kihullanak, feje pikkelytelen. Kopoltyúfedői simák; üvegnemű, átlátszó szemhéja van. Alsó állkapcsa előreugró. Oldalvonala nincs. Hátúszója rövid, 17-20 lágy sugár támasztja. Farkúszója mélyen villás. A hasúszók alapja a hátúszó alapja mögött található.

## Életmódja
A heringek nagy tömegben, több kilométer hosszú és több száz méter széles rajokban élnek. A heringek a tengerfelszíni rétegekben vándorolnak, így keresik táplálékukat és a megfelelő helyet ikráik lerakására. A plankton állataival, halikrával, apróbb halakkal, rákokkal, csigákkal táplálkoznak. Rájuk viszont a fókák és a ragadozó halak leselkednek. A föld halászzsákmányának nagy részét is a hering adja, ez a halfaj a tengerpartok lakosságának egyik legfontosabb tápláléka. Sok helyen frissen eszik, de füstöléssel, sózással, pácolással és olajban tartósítva a világ minden táján szívesen fogyasztják. Legmagasabb életkora 20-25 év.

## Szaporodása
Ívási helye és ideje különböző alfajai szerint eltérő. Ívás után az ikrák a vízfenékre süllyednek, ahol akár nyolc réteg vastagságban szőnyegszerű foltokat képeznek.
|  |